# Abderezak Sebgag
Abderezak Sebgag, né le 19 janvier 1967 à Alger, est un homme politique algérien. 
Il est ministre algérien de la Jeunesse et des Sports de 2021 à 2023 au sein du gouvernement Benabderrahmane.

## Biographie

### Formation
Abderezak Sebgag a obtenu un diplôme de l'ENA en économie et finance.

### Carrière professionnelle et politique
Avant de devenir ministre, il occupe plusieurs postes dont celui de secrétaire général de l’Organe national de prévention et de lutte contre la corruption (présidence de la république), de directeur de la Coopération et des études juridiques auprès du ministère des Affaires religieuses et des Wakfs , de directeur de l’administration des moyens auprès du ministre des Affaires religieuses et des Wakfs, de directeur général du Fonds national de promotion des initiatives de la jeunesse et des pratiques sportives. Il est ensuite directeur de l'Agence nationale des loisirs des jeunes. Il occupe un temps le poste de directeur général de l'Office national du Pèlerinage et de la Omra (ONPO) et celui de sous-directeur de la concurrence auprès des services extérieurs du ministère du Commerce,.
Le 7 juillet 2021 lors d'un remaniement ministeriel, il est nommé par le président Abdelmadjid Tebboune, ministre de la Jeunesse et des Sports. Il remplace alors Sid Ali Khaldi au sein du nouveau gouvernement d’Aïmene Benabderrahmane. En mars 2023, à la suite d'un remaniement ministériel, il est remplacé à ce poste par Abderrahmane Hammad.

## Vie privée
Il est marié et a deux enfants.